# Nativité
Pour les articles homonymes, voir Nativité (homonymie).

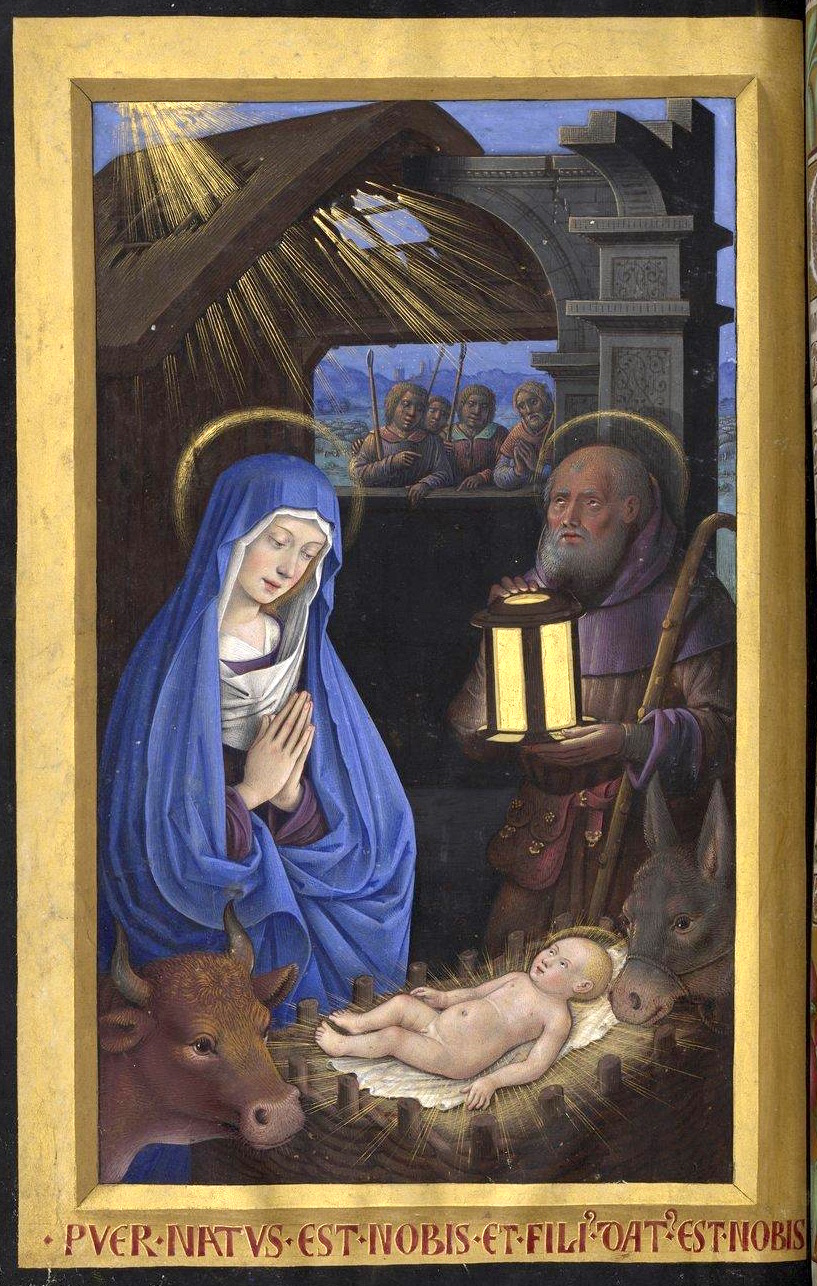
La Nativité par Jean Bourdichon, Livre d'heures de Louis XII, XVe siècle.

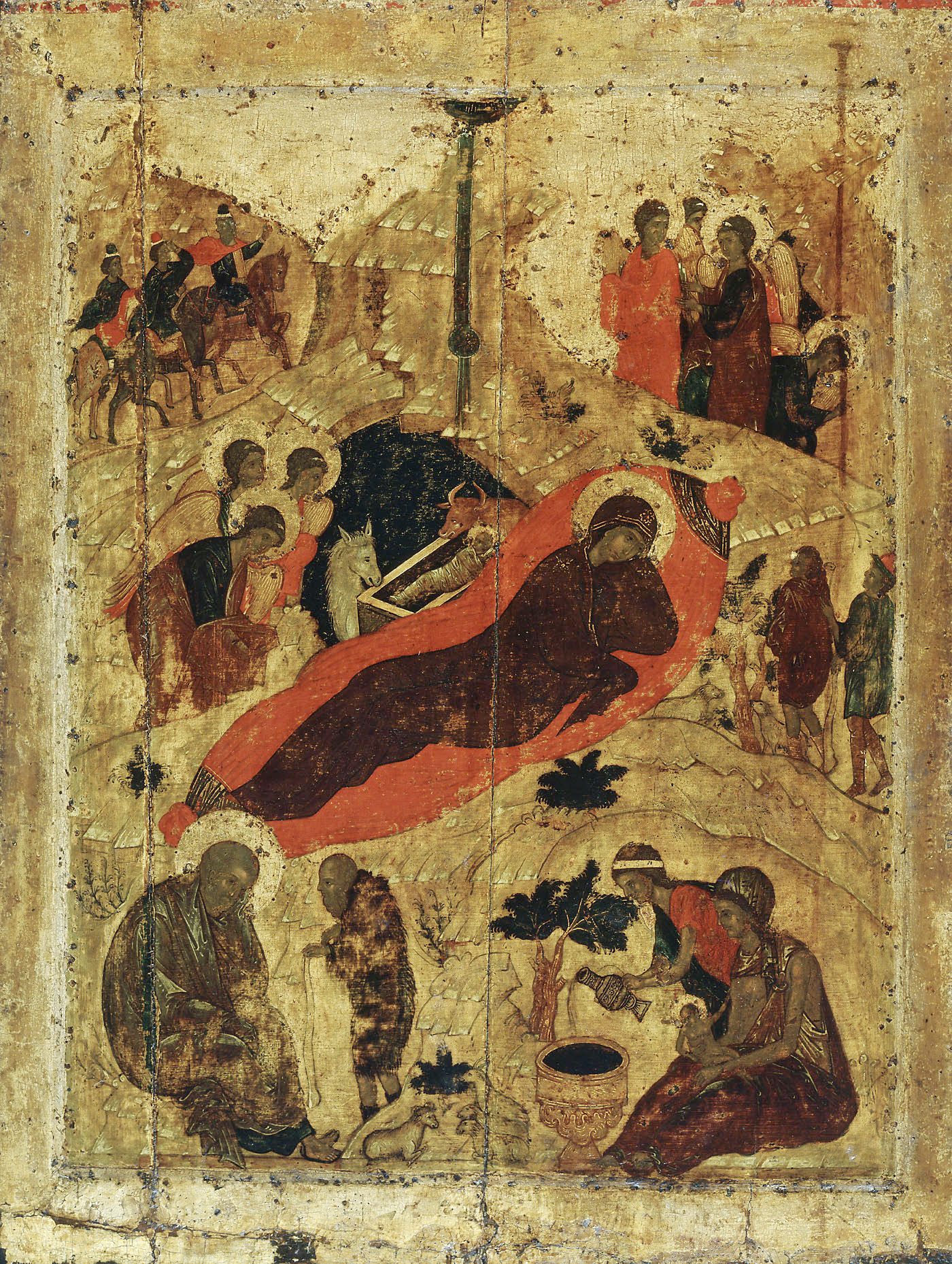
Nativité d'Andreï Roublev

La Nativité est la naissance de Jésus de Nazareth à Bethléem, en Judée. La date de cette naissance a été retenue comme le début de l'ère chrétienne dans le calendrier grégorien. La Nativité est célébrée le 25 décembre par les chrétiens de l'Occident (y compris l'Église catholique, les orthodoxes de rite occidental et les Églises protestantes) et correspond à la fête chrétienne de Noël.
Le mot « nativité » vient du latin nativitas, qui signifie « naissance ». Dans l'art religieux, une « Nativité » est une représentation de la naissance de Jésus sous forme de peintures, sculptures, vitraux et musique sacrée.

## Nouveau Testament
Simon Claude Mimouni souligne le fait que, aux Ier et IIe siècles, « les récits de Matthieu 1-2, et de Luc 1-2 ne devaient pas être reconnus comme authentiques par tous ». De plus, comme à cette époque, « on ne savait rien de précis sur les origines de Jésus », cette lacune a rendu possible une grande « diversité dans la représentation de la conception et de la naissance de Jésus » dont les apocryphes chrétiens ont gardé la trace. Le même auteur rappelle « l'extrême efflorescence dans la pensée chrétienne quant à l'origine de Jésus », « avant que l'orthodoxie ne vienne unifier ces traditions par la canonisation » des quatre évangiles du Nouveau Testament.
Dans l'Évangile selon Luc, Joseph, accompagné de son épouse Marie, qui était sur le point d'accoucher, est venu à Bethléem afin de s'y faire recenser. N'ayant pas trouvé de place à l'auberge, ils s'installent dans une étable, dans laquelle Jésus serait né. Marie y place son bébé dans une mangeoire à bestiaux.

« En ces jours-là, parut un édit de l'empereur Auguste, ordonnant de recenser toute la terre — ce premier recensement eut lieu lorsque Quirinius était gouverneur de Syrie. — Et chacun allait se faire inscrire dans sa ville d'origine. Joseph, lui aussi, quitta la ville de Nazareth en Galilée, pour monter en Judée, à la ville de David, appelée Bethléem, car il était de la maison et de la descendance de David. Il venait se faire inscrire avec Marie, son épouse, qui était enceinte. Or, pendant qu'ils étaient là, arrivèrent les jours où elle devait enfanter. Et elle mit au monde son fils premier-né ; elle l'emmaillota et le coucha dans une mangeoire, car il n'y avait pas de place pour eux dans la salle commune. »

— Évangile selon Luc 2,1-7
Dans l'Évangile selon Matthieu, les mages guidés par l'Étoile de Bethléem rendent visite à la Sainte Famille et adorent l’enfant à Bethléem.

« Jésus était né à Bethléhem en Judée, sous le règne du roi Hérode. Or, des mages venant de l'Orient arrivèrent à Jérusalem. Ils demandaient : où est le roi des Juifs qui vient de naître ? Nous avons vu se lever son étoile, et nous sommes venus lui rendre hommage.  Quand le roi Hérode apprit la nouvelle, il en fut profondément troublé, et tout Jérusalem avec lui. Il convoqua tous les chefs des prêtres et les spécialistes de la Loi que comptait son peuple et il leur demanda où devait naître le Messie. À Bethléhem en Judée, lui répondirent-ils, car voici ce que le prophète a écrit : et toi, Bethléhem, village de Judée, tu n'es certes pas le plus insignifiant
des chefs-lieux de Juda, car c'est de toi que sortira le chef qui, comme un berger, conduira Israël mon peuple. Là-dessus, Hérode fit appeler secrètement les mages et se fit préciser à quel moment l'étoile leur était apparue. »

— Évangile selon Matthieu 2,1-7

## Lieu

### Hypothèses des historiens

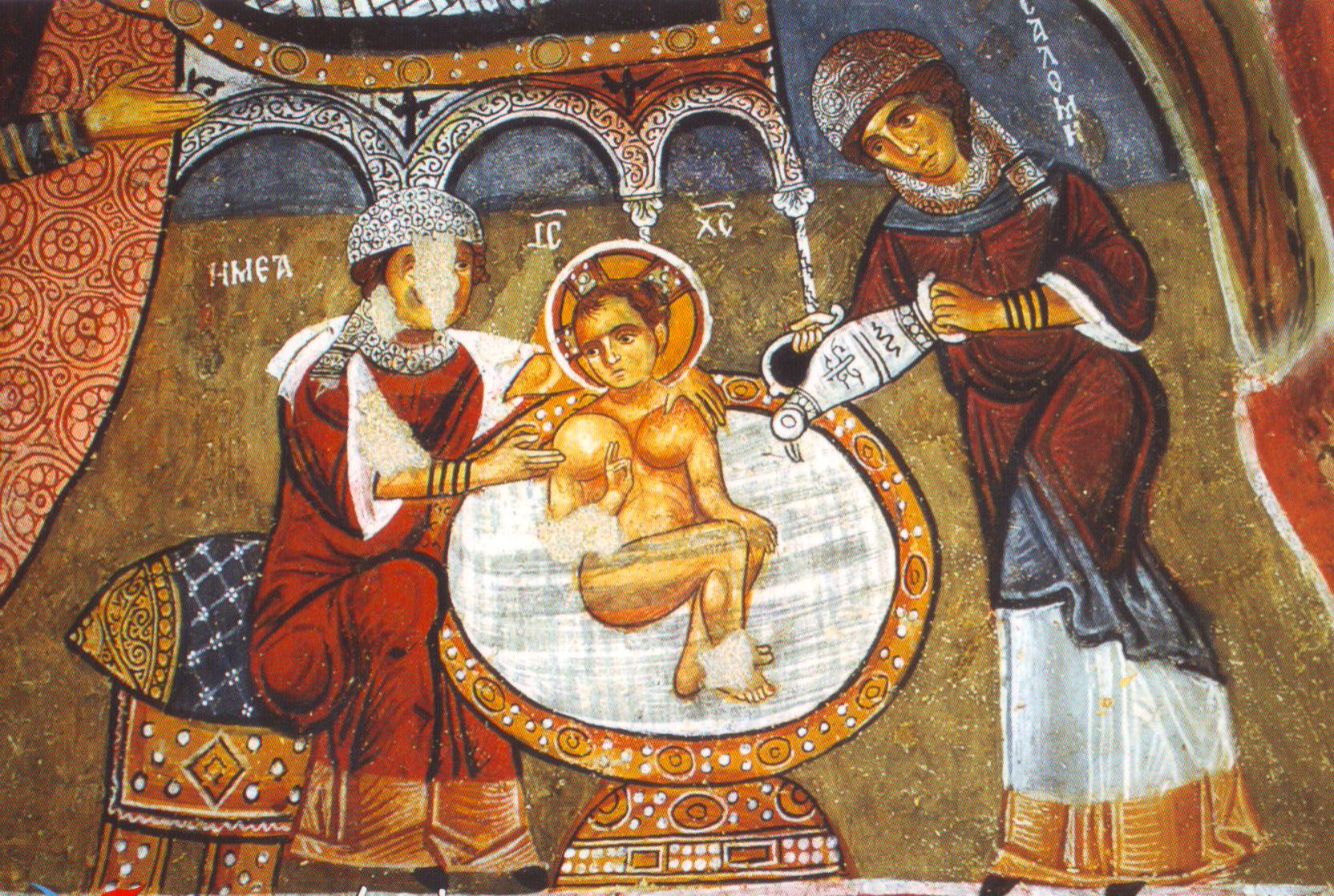
La sage-femme (à gauche) et Salomé (droite) donnant le bain au nouveau-né.

S'il est communément admis que Jésus est un Juif galiléen dont la famille est originaire de Nazareth, le lieu de sa naissance n'est pas connu avec certitude. Les récits des Évangiles de l'enfance relèvent surtout de théologoumènes (affirmations théologiques présentées dans les récits fictifs bibliques comme des faits historiques) de la part des auteurs bibliques qui ont plus une visée doctrinale qu'un souci historique,.
Pour la ville natale de Jésus, les historiens hésitent entre le berceau familial de Nazareth, où il passera toute sa jeunesse, le village de Capharnaüm qui apparaît dans les évangiles comme le centre de sa mission, voire la bourgade de Chorazeïn. Le témoignage de Luc et Matthieu sur la ville natale de Bethléem en Judée est contesté car ces deux auteurs évangéliques l'ont probablement choisie pour des raisons théologiques, Bethléem étant la ville du roi David de la lignée duquel le Messie attendu par les Juifs doit descendre, selon la prophétie de Michée.

### Évangiles canoniques

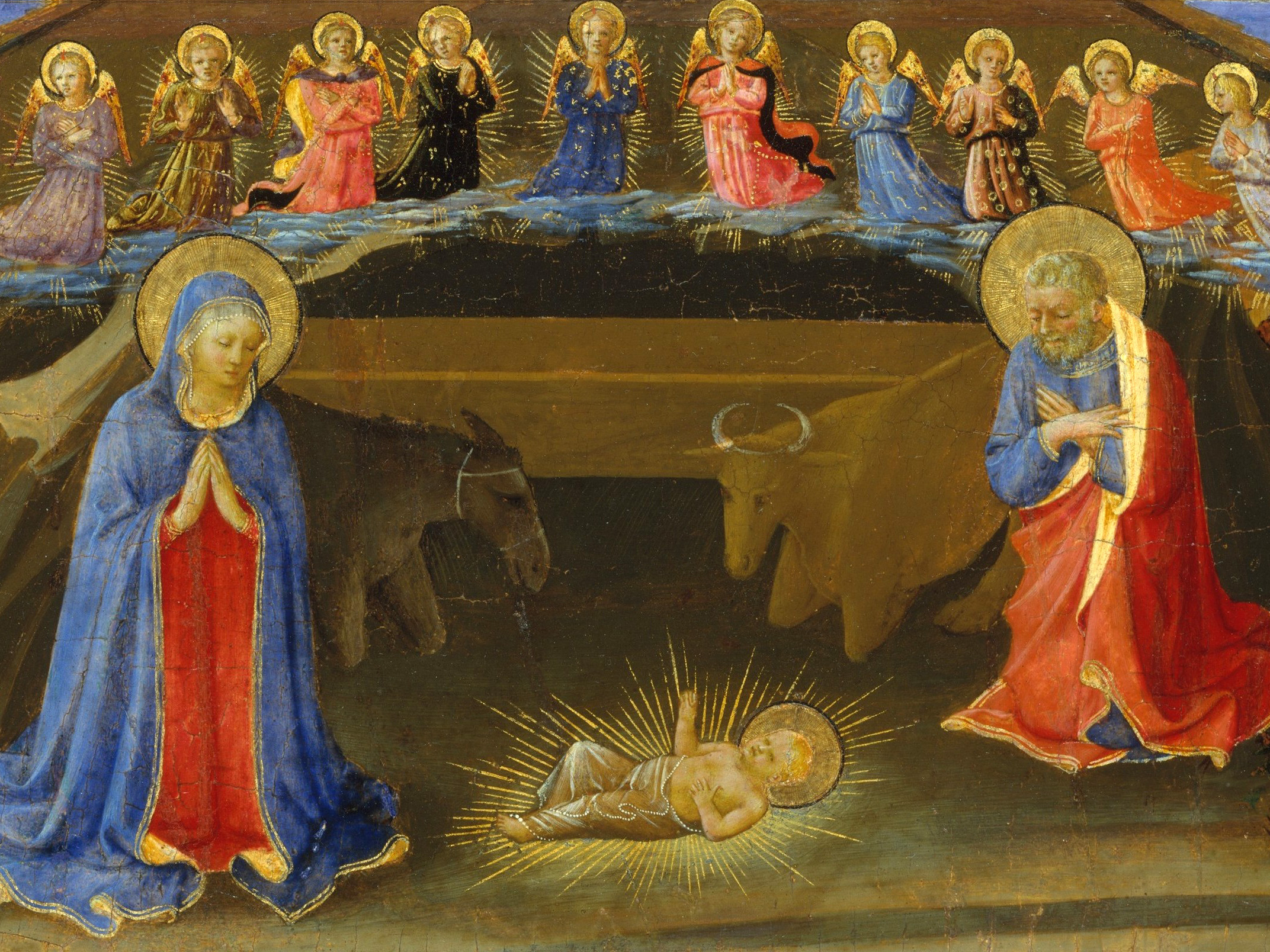
La Nativité (détail) par Zanobi Strozzi, 1433 –34

L'histoire de la naissance et de l'enfance de Jésus est absente de l'Évangile selon Marc, qui est le plus ancien des quatre évangiles canoniques (écrit vers 70), et de celui de Jean, qui est le plus récent (écrit vers 90-110).
Elle figure, sous des formes différentes, dans les évangiles selon Matthieu et selon Luc, rédigés indépendamment l'un de l'autre dans les années 80.
D'après l'Évangile selon Luc, Jésus est né dans une étable car ses parents n'ont pas trouvé un espace approprié dans la καταλυματι (kataluma, « salle haute, salle de séjour »), terme qui ne se traduit pas par « hôtellerie », « auberge » ou « relais de caravansérail » mais désigne plus probablement la chambre prévue pour les hôtes, ce qui suggère que la Sainte Famille logeait chez des proches,. L'évangile utilise le terme grec φάτνῃ, phatnê, traduit en latin dans la Vulgate par praesepium qui désigne l'étable à l'étage inférieur d'une maison israélite ou en plein air dans sa cour (une famille de condition moyenne y abritant la nuit un âne, une vache ou quelques moutons), mais aussi la stalle d'une étable, le râtelier ou la mangeoire selon le principe du pars pro toto. Marie a placé Jésus dans cet endroit probablement attenant à la kataluma sans que l'évangile précise s'il s'agit d'une auge de pierre surmontée d'un râtelier de bois destiné à porter le fourrage des bestiaux comme l'évoquent souvent les scènes de la Nativité. Tout au plus peut-on considérer que l'étable fournissait chaleur et discrétion nécessaires pour un accouchement alors que la chambre d'hôte était pleine ou trop petite. La mangeoire pour les animaux est désignée par le francique *krippia, le latin cripia, d'où est issu le mot « crèche » qui désigne spécifiquement à partir du XIIIe siècle la mangeoire dans laquelle le Christ a été déposé à sa naissance.
L’Évangile selon Matthieu (Mt 2,11) raconte que les mages adorent l’enfant à Bethléem même, dans une oikos (« maisonnée », domus de la Vulgate).
Le récit de la crèche, de l'Annonce aux bergers, de l'Adoration des bergers et des mages ne doit pas faire l'objet d'une lecture littéraliste mais appartient au registre littéraire du merveilleux et à la théologie métaphorique. En effet, les récits de l'enfance de Jésus de Matthieu et Luc « posent de nombreux problèmes littéraires et historiques, tant leur écriture apparaît tardive, relevant plutôt du merveilleux à la manière des récits d'enfance du monde judéo-hellénistique ». De plus, la triple mention de l'enfant « couché dans une crèche » (verset 7, 12 et 16) est un effet littéraire. Outre ce merveilleux, le symbolisme de la crèche ou de la grotte est un rappel du dépouillement et de l'humble cadre du lieu de naissance du Christ, reprenant le motif théologique de la kénose. Enfin, si la Nativité a une dimension festive et joyeuse pour les chrétiens, les évangélistes ont introduit dans ce récit des symboles de la mort prédestinée du Christ : la myrrhe, aromate servant à embaumer les cadavres, désigne l'homme mortel ; l'astre, une conjonction planétaire ou une comète, est souvent perçu comme annonciateur de la mort d'un personnage illustre ; les bergers gardant leurs moutons évoquent l'agneau sacrificiel.

### Apocryphes chrétiens

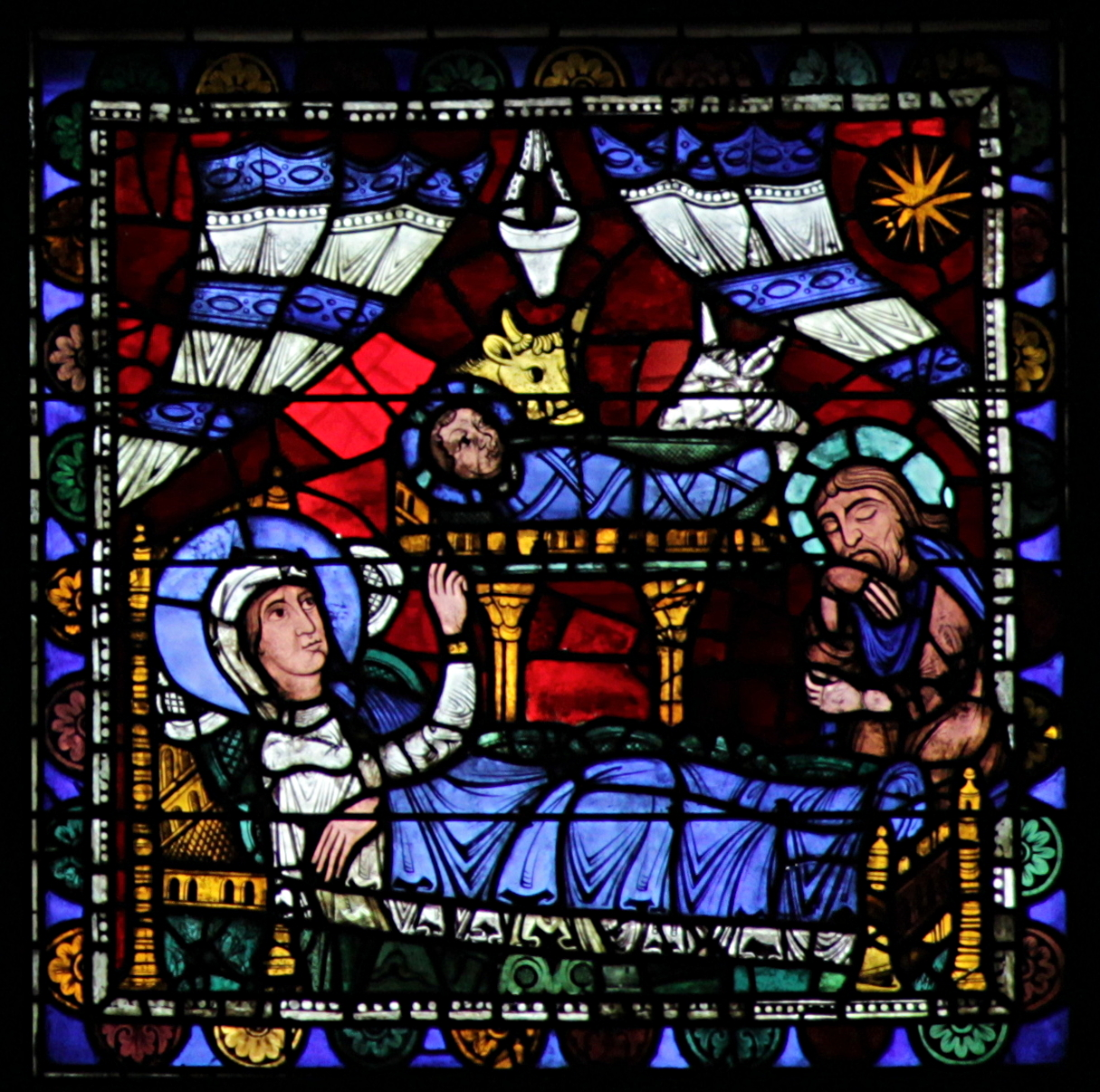
Nativité - Vitrail de l'Enfance à Chartres. L'âne et le bœuf sont des détails apocryphes.

Des récits de la nativité de Jésus se trouvent notamment dans le Protévangile de Jacques, dans l'Ascension d'Isaïe et dans l'Apocalypse d'Adam.
Le thème légendaire de la naissance dans une grotte se développe au IIe siècle, dans le Dialogue avec Tryphon 78,5 de l'apologète et philosophe chrétien Justin de Naplouse, composé vers 160, et dans un évangile apocryphe, le Protévangile de Jacques, également composé au IIe siècle. Selon cette tradition fixée par écrit quelques décennies après la rédaction des évangiles canoniques, au cours du voyage de la Sainte famille de Nazareth à Bethléem, Marie enceinte descend de l'âne pour se reposer auprès d'un point d'eau, dans le village actuel de Bir-el Quadismu (nom arabe signifiant « puits du repos »). Elle n'a pas le temps d'atteindre Bethléem et se rend dans une grotte où Jésus apparaît miraculeusement. Les maisons à flanc de colline pouvaient en effet abriter une étable dans une grotte.
Dans Marie des apocryphes, Enrico Norelli souligne l'importance qu'ont prise dans l'imaginaire chrétien, au sein même de l'Église, des éléments contenus dans un évangile apocryphe comme le Protévangile de Jacques : « l'âge avancé de Joseph ; la virginité in partu [virginité de Marie pendant l'accouchement], absente des textes devenus canoniques mais clairement affirmée ici ; la naissance dans une grotte » ; « alors que d'un côté les autorités ecclésiales rejetaient fermement les apocryphes, de l'autre elles en prélevaient des éléments, passant sous silence leur origine ou les blanchissant via une nouvelle légitimation du récit ».
Un autre évangile apocryphe, l'Évangile du Pseudo-Matthieu du VIIIe siècle combine la version de la grotte et celle de la crèche : le voyage des parents est interrompu sur l'ordre d'un ange qui invite Marie à entrer dans une grotte où jaillit une lumière miraculeuse qui resplendit pendant tout son accouchement. Deux jours après la naissance, Marie quitte la grotte, entre dans une étable et dépose l'enfant dans une crèche, le bœuf et l'âne l'adorant. La tradition de l'association de ces deux animaux est probablement une influence intertextuelle des premiers commentateurs chrétiens comme Grégoire de Nysse et Léon le Grand qui rattachent la scène de la Nativité au Livre d'Ésaïe, interprétant le bœuf comme le peuple juif enchaîné par la Loi, et l'âne, bête de charge qui supporte le fardeau de l'idolâtrie, comme les Gentils. La Basilique de la Nativité de Bethléem est d'ailleurs construite au IVe siècle au-dessus de plusieurs grottes.

### Coran
Jésus ne naît pas dans une étable ou dans une grotte, dans le Coran, mais sous un palmier, près d'une source. Selon Patricia Crone, ce récit coranique s'inspire du récit chrétien de la fuite en Égypte (où le palmier peut trouver sa place). Le palmier est aussi présent dans un évangile apocryphe, l'Évangile du Pseudo-Matthieu. En plus de ce dernier, le récit coranique est aussi inspiré pour la naissance et l'enfance de Jésus d'autres évangiles apocryphes comme le Protévangile de Jacques, l'Évangile de l’enfance selon Thomas ou Évangile arabe de l’enfance.

## Date

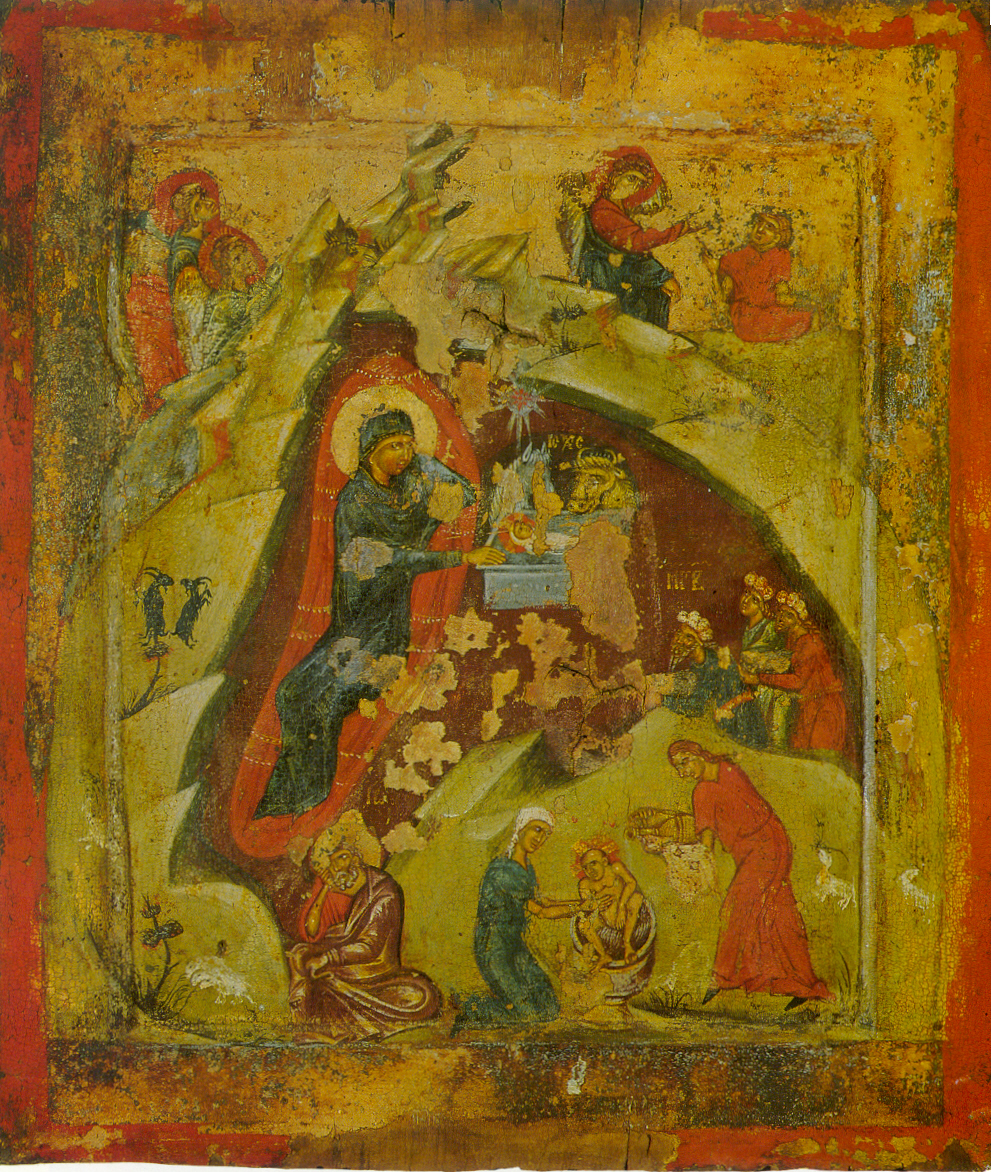
Nativité, icône de Kastoria.

L'année de sa naissance n'est pas non plus connue précisément. Les dates retenues peuvent osciller entre 9 et 2 av. J.-C.. Les évangiles selon Matthieu et selon Luc la situent sous le règne d'Hérode Ier le Grand dont le long règne s'achève en 4 avant notre ère. L'estimation généralement retenue par les historiens actuels va de 7 à 5 avant notre ère.
Si l'Église catholique et les Églises protestantes célèbrent la Nativité le 25 décembre, les Églises orthodoxes le font selon le calendrier utilisé : le 25 décembre pour le grégorien et le 7 janvier pour le julien avec des Vigiles dès le 6 au soir.
Aucun texte dans les évangiles ne précise la période de l’année où a eu lieu cet événement. C’est le pape Libère qui décide, en 354, que Noël sera fêté le 25 décembre et qui codifie les premières célébrations pour pouvoir assimiler les fêtes populaires et païennes, célébrées autour du solstice d'hiver. Cette nouvelle date est rapidement adoptée en Orient (un sermon de saint Jean Chrysostome l’atteste) et, depuis la fin du IVe siècle, elle supplante la date antique du 6 janvier.
Seule l'Église apostolique arménienne a conservé l'usage ancien de fêter ensemble, le 6 janvier, à la fois la Nativité, l'Adoration des mages et le Baptême du Christ. Le 6 janvier, les Églises d'Orient fêtent aujourd'hui le baptême du Christ et les Occidentaux l'Adoration des mages, événements liés à l'avènement du Christ dans le monde.
Le premier Annus Domini est traditionnellement considéré comme l'année qui a suivi la Nativité : c'est la première année de l'ère chrétienne dans le calendrier grégorien. La circoncision de Jésus (fêtée le 1er janvier) marque le début de cette année.

## Célébrations de l’événement

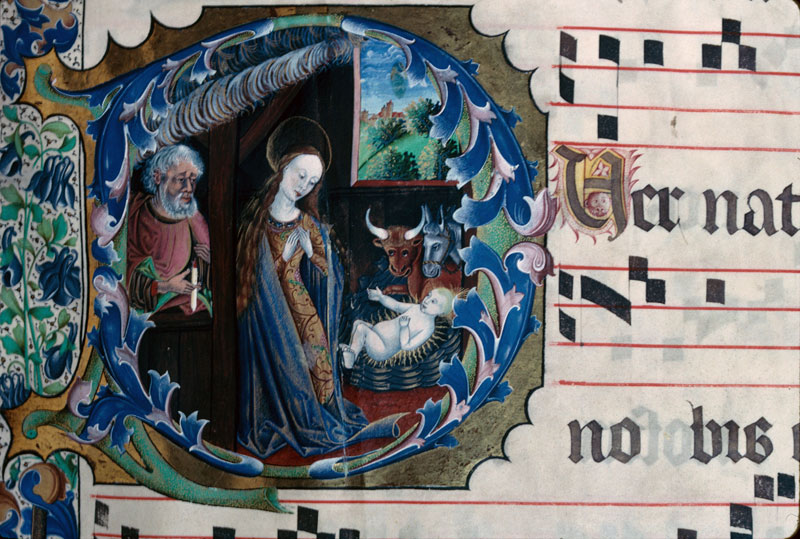
Nativité (détail) sur un manuscrit de Saint-Dié, 1504-1514

La christianisation des fêtes liées au solstice d'hiver sous l'Empire romain a conduit à en faire la fête de la Nativité pour les chrétiens appelée Noël. C'est une des fêtes religieuses les plus importantes de l'année liturgique chrétienne. Chaque année, au début de l'Avent (période des quatre dimanches avant Noël), les familles chrétiennes installent dans leur maison une crèche qui représente la scène. La crèche est le plus souvent retirée en même temps que le sapin après l'Épiphanie début janvier, même si une tradition veut qu'elle demeure en place jusqu'à la Chandeleur. On trouve également une crèche dans chaque église à cette époque de l'année. Les pratiquants vont soit à la veillée de Noël suivie d'une messe de minuit le 24 décembre au soir, soit à la messe du jour de Noël le 25, soit participent aux deux. Dans les pays de tradition chrétienne se perpétuent depuis des siècles les chants de Noël, compositions populaires qui célèbrent la naissance de l'Enfant Jésus et les événements qui l'accompagnent (visite des bergers, des rois mages, etc.).

## Représentations

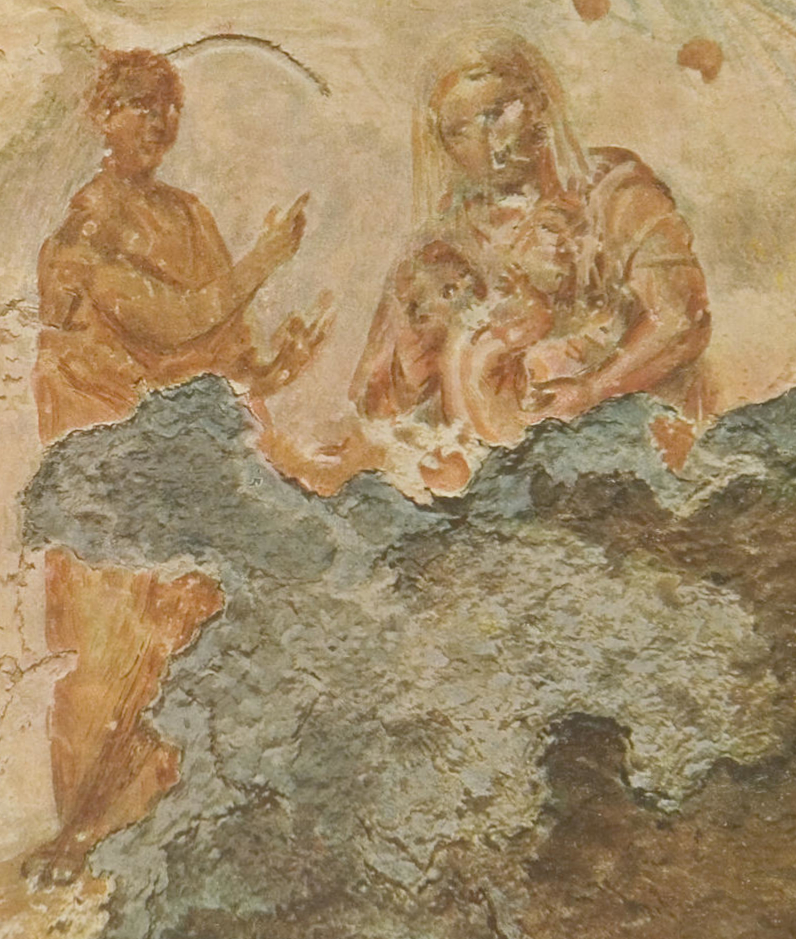
Dans la catacombe de Priscille, fresque du IIe siècle représentant la Vierge allaitant son nourrisson.

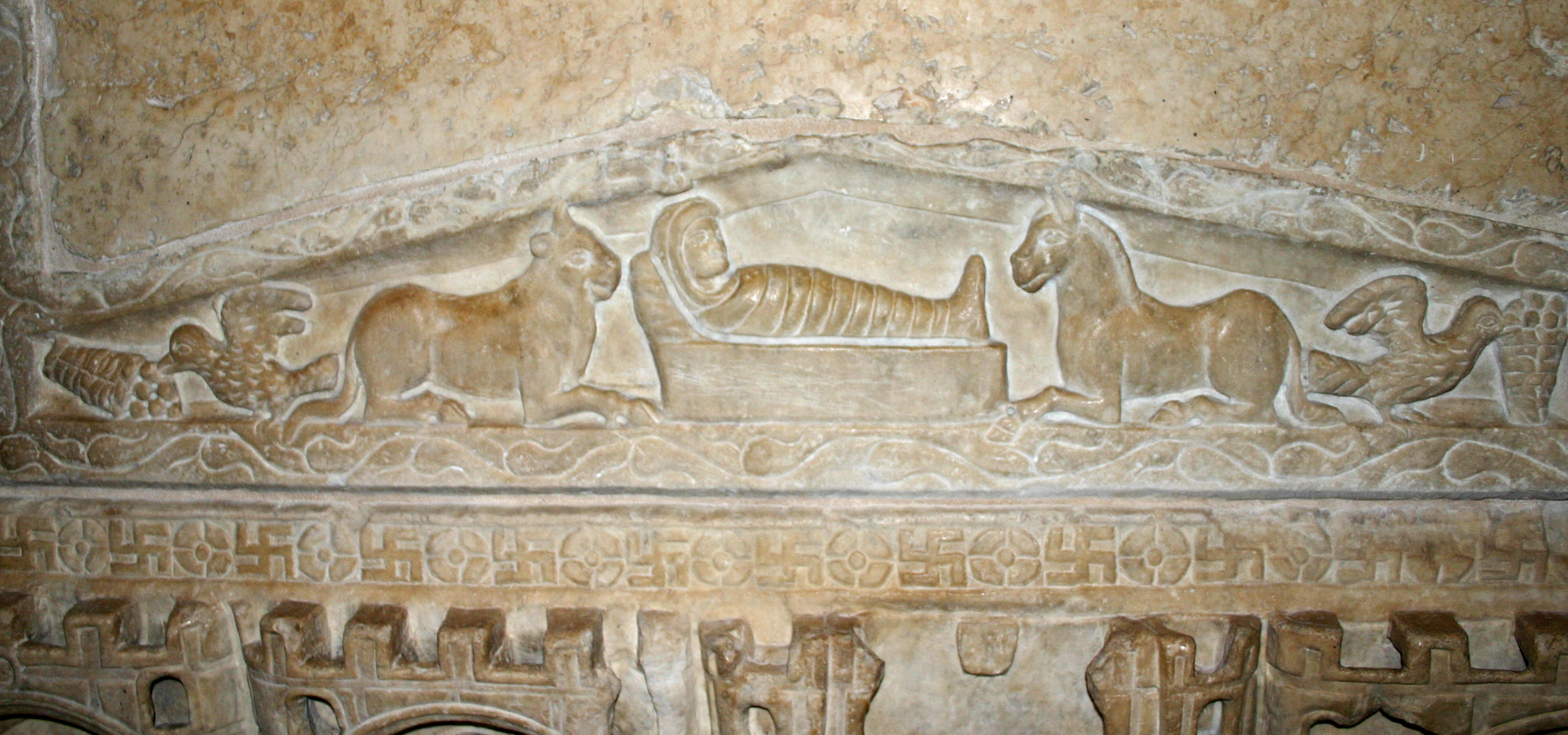
Sarcophage de Stilicon à Milan, une des plus anciennes représentations de la Nativité.

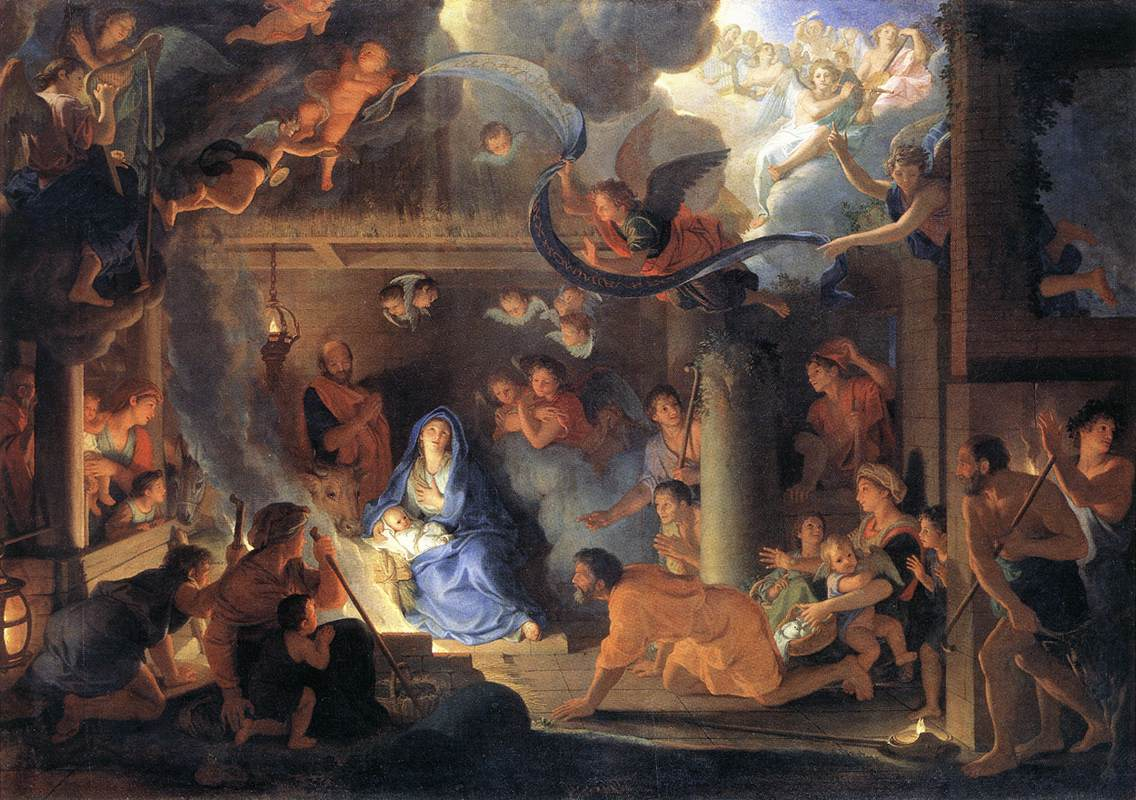
Nativité par Charles Le Brun.

À travers les siècles, la Nativité fait partie des thèmes chrétiens les plus représentés. La sobriété et la symbolique du récit des évangiles sur ce thème ont laissé place à beaucoup d'interprétation pour les artistes.
Les représentations populaires de la Nativité montrent Joseph et Marie penchés sur le berceau de Jésus, entourés d'animaux de ferme (le bœuf et l'âne). L'étable où ils auraient trouvé refuge est, selon l'inspiration des artistes, soit une grotte, soit une grange, voire une interprétation architecturale (Botticelli). Des bergers et leurs moutons arrivent, alertés par des anges.
Les premières fresques des catacombes ayant pour sujet la Nativité datent du milieu du IIe siècle : dans la catacombe de Priscille, la Vierge allaite son nourrisson. Une peinture murale du IVe siècle ornant la chambre mortuaire d'une famille chrétienne ayant vécu aux environs de 380, découverte dans les catacombes de Saint-Sébastien à Rome. Une autre mention à la même époque fait référence à une scène peinte sur un sarcophage de la Basilique Sainte-Marie-Madeleine de Saint-Maximin-la-Sainte-Baume représentant l'adoration de l'Enfant Jésus par les rois mages. Mais l'essentiel des représentations remonte en occident au Moyen Âge, tandis qu'en Orient les icônes ont très tôt représenté la Nativité. De très nombreux peintres y ont depuis trouvé leur inspiration.

## Musique
- Eustace Du Caurroy, 5 fantaisies sur "Une jeune fillette" (1610), premier Noël connu sur instruments.
- Heinrich Schütz, Weihnachts-Historie (Oratorio de Noël), 1664 (SWV 435)
- Nicolas Gigault, 17 Noëls variés (1682).
- Marc-Antoine Charpentier a laissé une dizaine de compositions vocales célébrant la Nativité :
  - Messe de Minuit H.9 pour solistes, chœur, flûtes, cordes et basse continue (1690)
  - In nativitatem Domini canticum H.314 pour 4 voix, 2 flûtes, 2 violons et basse continue (1690 - 92)
  - Canticum in nativitatem Domini H.393 pour 3 voix, 2 dessus instrumentaux et basse continue (1675 - 76)
  - In nativitatem Domini Nostri Jesu Christi canticum H.414 pour solistes, chœur, 2 dessus instrumentaux et basse continue (1684)
  - In nativitatem Domini canticum H.416 pour solistes, chœur, flûtes, cordes et basse continue (1690)
  - Dialogus inter angelos et pastores Judae in nativitatem Domini H.420 pour solistes, chœur, flûtes, cordes et basse continue (1692- 99)
  - In nativitatem Domini Nostri Jesu Christi canticum H.421 pour 3 voix et basse continue (après 1699)
  - Pastorale sur la Naissance de Notre Seigneur Jésus-Christ H.482 pour solistes, chœur, 2 dessus de violes et basse continue (1683-85)
  - Pastorale sur la Naissance de N.S. Jésus-Christ H.483 H.483 a H.483 b pour solistes, chœur, 2 flûtes, 2 dessus de violes et basse continue (1683-85)
  - Noël pour les instruments H.531 pour flûtes, cordes et basse continue (1688?)
  - Noël sur les instruments H.534 pour flûtes, cordes et basse continue (1698)
- Sébastien de Brossard a composé vers 1700 une Messe de Noël (Missa quinti toni).
- Nicolas Gigault, 17 Noëls variés
- Charles-Hubert Gervais, Suites de noëls, (flutes, hautbois, bassons, violons, basse continue) 1733
- Joseph Valette de Montigny, Noël à grand chœur JVM.34 (1730)
- Alessandro Scarlatti, Oratorio de Noël  (1705)
- André Campra, Oratorio de Noël, Nativitas Domini Jesu Christi (1710)
- Michel-Richard de Lalande, Symphonies de Noël S 130 (1727-36 et 1736-45)
- Bernard-Aymable Dupuy a laissé 16 compositions (BAD.044 à BAD.059) [36]
- Louis Grénon, Messe en Noëls en si bémol majeur
- Jean Sébastien Bach, Oratorio de Noël BWV 248-I à 248-VI (1734)
- Nicola Porpora, Oratorio de Noël
- Giusppe Valentini, Sinfonia per Santissimo Natales
- Pierre Dandrieu publie vers 1714, un Livre de 42 Noëls pour orgue, certains pour clavecin.
- Michel Corette, sur des thèmes de noëls
  - Concerto Spirituel, 1731.
  - Pastorale, 1732.
  - III Concerto de Noëls, 1735.
  - Noëls Suisses, 1737.
  - Noël Allemand "Lobt Gott, ihr Christen, alle gleich", 1741.
  - Concerto de noëls, 1754, perdu.
- François-Joseph Gossec, La Nativité, Oratorio (1774)
- Jean-François Lesueur, Messe oratorio de Noël (1786)
- Camille Saint-Saëns, Oratorio de Noël op. 12 pour 5 solistes, chœur mixte, orgue, harpe et orchestra à cordes (1858)
- Hector Berlioz a composé la trilogie sacrée L'Enfance du Christ op. 25 (1854)
- Alexandre Guilmant, Noëls Opus 60
- Gabriel Pierné, Les Enfants à Bethlehem, Mystère en deux parties pour solistes, chœur d’enfants et Orchestre (1907)
- Olivier Messiaen, La Nativité du Seigneur, neuf méditations pour orgue (1935) ; Vingt Regards sur l'Enfant-Jésus, suite pour piano (1944)
- Arthur Honneger, Une Cantate de Noël (1953)
- Jean-Michel Cayre, Oratorio de Noël (1982)